# Мартиросян Герасим Арамаїсович
Герасим Арамаїсович Мартиросян (7 червня 1926, місто Єреван, тепер Вірменія — 1993, місто Єреван, Вірменія) — вірменський радянський діяч, залізничник, 1-й заступник голови Ради міністрів Вірменської РСР, голова Комітету народного контролю Вірменської РСР. Депутат Верховної ради Вірменської РСР 10—11-го скликань. Депутат Верховної ради СРСР 7-го і 9-го скликань.

## Життєпис
З 1942 року — учень токаря, токар залізничних майстерень у місті Кіровакані Вірменської РСР.
У 1948 році закінчив Тбіліський інститут інженерів залізничного транспорту.
У 1948—1952 роках — інженер, старший інженер служби руху Кожва-Воркутинського залізничного управління Комі АРСР, головний інженер станції Печора.
Член ВКП(б) з 1949 року.
У 1952—1958 роках — начальник відділу експлуатації Печорського відділення Печорської залізниці.
У 1958—1961 роках — заступник начальника Сосногорського відділення Північної залізниці.
У 1961—1965 роках — начальник Воркутинського відділення Північної залізниці.
У 1965—1973 роках — 1-й секретар Воркутинського міського комітету КПРС Комі АРСР.
У 1971 році закінчив Вищу партійну школу при ЦК КПРС.
З лютого по серпень 1973 року — інспектор ЦК КПРС у Москві.
13 серпня 1973 — 17 січня 1977 року — 1-й заступник голови Ради міністрів Вірменської РСР.
17 січня 1977 — після 1989 року — голова Комітету народного контролю Вірменської РСР.
Помер у 1993 році.

## Нагороди
- орден Леніна
- орден Жовтневої Революції
- орден Вітчизняної війни ІІ ст.
- орден Трудового Червоного Прапора (.06.1976)
- медалі
- Почесний громадянин міста Воркути